# Cuacos de Yuste
Cuacos de Yuste és un municipi de la província de Càceres, a la comunitat autònoma d'Extremadura (Espanya).
El seu conjunt històric artístic és ampli i se centra en gran manera en la figura de l'Emperador Carles I d'Espanya i V del Sacre Imperi, que va triar aquesta localitat per a retirar-se després d'abdicar dels seus títols en el seu fill, Ferran I.